# Anselm Ahlfors
Anselm Ahlfors (Kotka, 29 dicembre 1897 – Jyväskylä, 13 agosto 1974) è stato un lottatore finlandese, specializzato nella lotta greco-romana.

## Palmarès

### Olimpiadi
- 1 medaglia:
  - 1 argento (Parigi 1924 nella lotta greco-romana, pesi gallo)